# Blahodatne (Solotonoscha)
Blahodatne (ukrainisch Благодатне, russisch Благодатное Blagodatnoje) ist ein Dorf in der ukrainischen Oblast Tscherkassy mit etwa 3100 Einwohnern (2004).

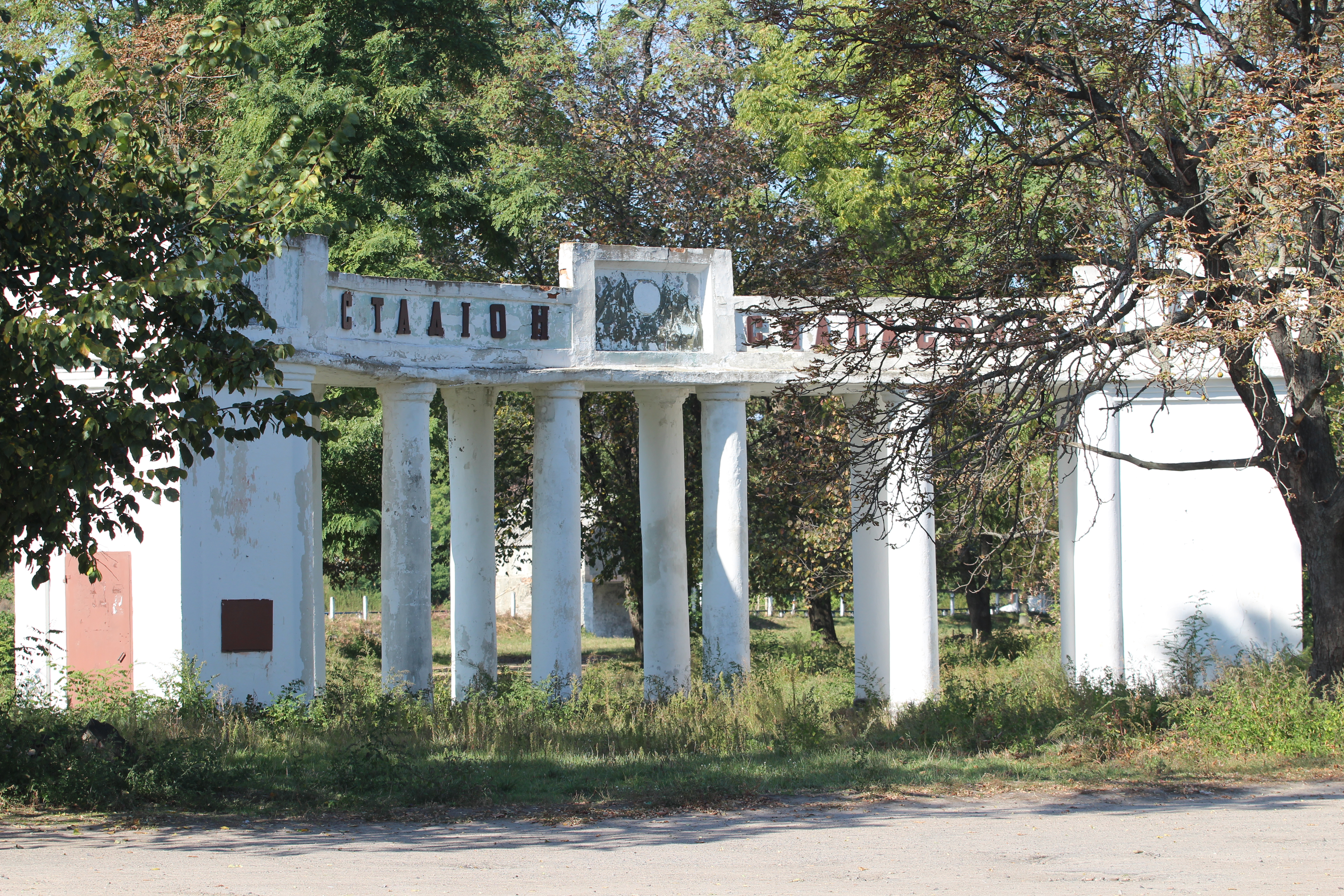
Kolonnade des Sportstadions der Ortschaft

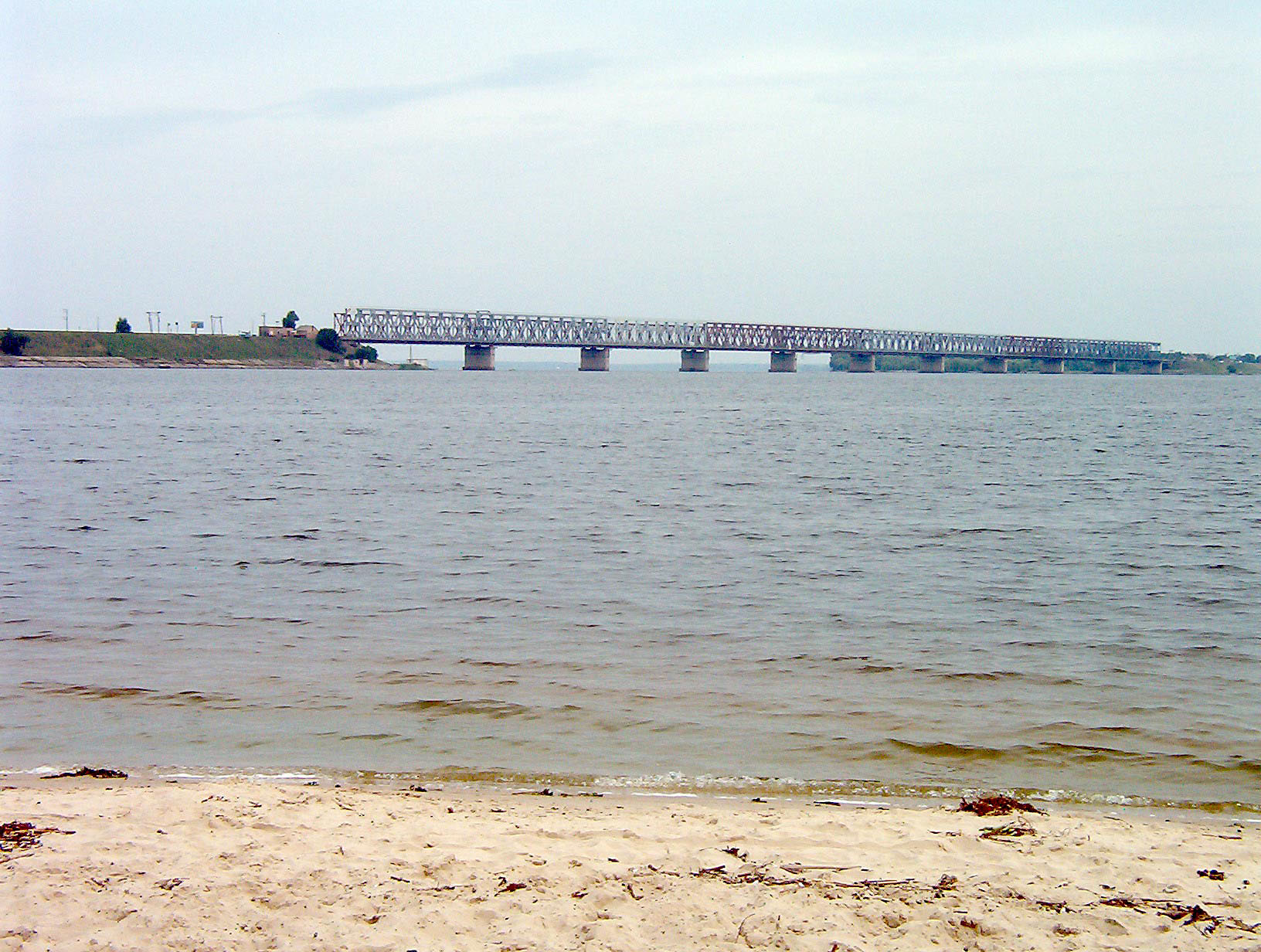
Die Eisenbahn- und Straßenbrücke, die Blahodatne mit Tscherkassy verbindet

Das 1619 erstmals schriftlich erwähnte Dorf liegt am Nordufer des zum Krementschuker Stausee angestauten Dnepr. Zwischen 1923 und dem 12. Mai 2016 trug der Ort den Namen Tschapajewka (Чапаєвка).
Das Dorf ist befindet sich an der ukrainischen Fernstraße N 16 zwischen dem 20 km nördlich liegenden Rajonzentrum Solotonoscha und dem 20 km südlich liegenden Stadtzentrum der Oblasthauptstadt Tscherkassy, die am Südufer des Stausees liegt.
Am 12. Juni 2020 wurde das Dorf ein Teil der neugegründeten Stadtgemeinde Solotonoscha, bis dahin bildete es die gleichnamige Landratsgemeinde Blahodatne (Благодатнівська сільська рада/Blahodatniwska silska rada) im Süden des Rajons Solotonoscha.
Am 17. Juli 2020 kam es im Zuge einer großen Rajonsreform zum Anschluss des Rajonsgebietes an den Rajon Solotonoscha.